# Carnaxide
Carnaxide est une freguesia portugaise, située dans la municipalité de Oeiras (District de Lisbonne - Portugal).